# Ngòi Quẵng
Ngòi Quẵng hay ngòi Ba là một phụ lưu của sông Gâm, chảy từ tỉnh Hà Giang sang tỉnh Tuyên Quang .
Sông có hai tên khác nhau ở hai tỉnh. Sông có chiều dài 66 km và diện tích lưu vực là 736 km² .

## Tên gọi
Tên sông có sự khác nhau theo các nguồn khác nhau:
- Ngòi Quang và ngòi Ba theo Bản đồ tỷ lệ 1:50.000 và một số văn liệu trên mạng.
- Ngòi Quặng tỉnh Tuyên Quang theo các văn liệu trên mạng (google).
- Ngòi Quẵng theo "Danh mục lưu vực sông liên tỉnh" tại Quyết định số 1989/QĐ-TTg ngày 01/11/2010.

Về mặt logic thì tên Ngòi Quẵng không hợp lý và có thể là lỗi đánh máy khi biên tập.

## Dòng chảy
Sông bắt nguồn hợp lưu các suối ở vùng núi cao từ 500 đến 1300 m ở xã Đức Xuân 22°19′51″B 105°01′12″Đ / 22,330787°B 105,019941°Đ và Liên Hiệp huyện Bắc Quang, Hà Giang với tên "Ngòi Ba" chảy đến xã Trung Hà huyện Chiêm Hóa.
Qua các xã Tân Mỹ và Xuân Quang ở tỉnh Tuyên Quang thì có tên "Ngòi Quang", đổ vào sông Gâm ở thị trấn Vĩnh Lộc, Chiêm Hóa.

## Thác Bản Ba
Thác Bản Ba trên dòng ngòi Ba ở vùng đất xã Trung Hà huyện Chiêm Hóa là thác nổi tiếng 22°20′15″B 105°04′04″Đ / 22,337427°B 105,067892°Đ
Thác có 3 tầng, ở độ cao địa hình cỡ 170 m tại Bản Ba xã Trung Hà. Vùng thác là điểm sinh thái đã được nhà nước công nhận là danh thắng cấp quốc gia năm 2007, và là điểm đến hấp dẫn của nhiều du khách trong nước và quốc tế.